# Altendorf (Svizzera)
Altendorf (toponimo tedesco) è un comune svizzero di 6 704 abitanti del Canton Svitto, nel distretto di March; si affaccia sul lago di Zurigo.

## Infrastrutture e trasporti
Altendorf è servito dall'omonima stazione sulla ferrovia Zurigo-Ziegelbrücke.